# 시네 모!
시네 모!(영어: CINEMO!)은 필리핀의 영화 채널이다.

## 같이 보기
- ABS-CBN
- 시네마 원
- 카파밀야 채널
- 더 필리피노 채널